# Amerikai nyérc

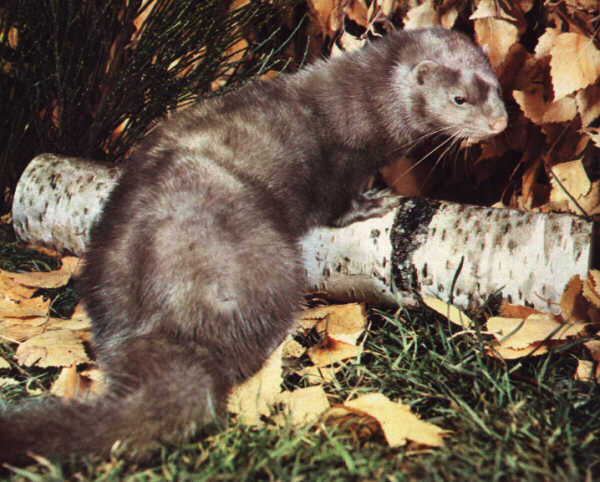

Az amerikai nyérc (Neovison vison, korábban Mustela vison) az emlősök (Mammalia) osztályának ragadozók (Carnivora) rendjébe, ezen belül a menyétfélék (Mustelidae) családjába és a menyétformák (Mustelinae) alcsaládjába tartozó faj.
A Neovison emlősnem típusfaja.

## Előfordulása
Az amerikai nyérc csaknem egész Észak-Amerikában honos. Betelepített, vadon élő állományok honosodtak meg Izlandon, a Brit-szigeteken, Skandináviában, Finnországban, Kelet-Európában és Oroszországban.

## Alfajai
- Neovison vison aestuarina
- Neovison vison aniakensis
- Neovison vison energumenos
- Neovison vison evagor
- Neovison vison evergladensis
- Neovison vison ingens
- Neovison vison lacustris
- Neovison vison letifera
- Neovison vison lowii
- Neovison vison lutensis
- Neovison vison melampeplus
- Neovison vison mink
- Neovison vison nesolestes
- Neovison vison vison
- Neovison vison vulgivaga

## Megjelenése
Az állat testhossza 30-55 centiméter, farokhossza 15-20 centiméter és testtömege 500-1600 gramm. A csillogó bunda erősen víztaszító és a vízben szárazon tartja a nyércet. A puha, sűrű piheszőrzet hőt tárol. Télen a bunda különösen dús. Farka hosszú és bozontos. A talp szőrtelen, a karmok részben behúzhatók, a lábujjakat töveiken kis úszóhártyák kötik össze.

## Életmódja
A nyérc magányos, nappal is és éjjel is tevékeny. Tápláléka halak, békák, vízimadarak, rágcsálók és kígyók. Az amerikai nyérc 8-10 évig él.

## Szaporodása
Az ivarérettséget körülbelül 10 hónapos korban éri el. A párzási időszak február–március között van. A vemhesség 39-70 napig tart, ennek végén 2-10, rendszerint 4-5 kölyök születik. Az elválasztás 6-8 hét után történik meg.

## Hasznosítása
Prémje igen értékes, hazánkban a németből átvett "nerc" néven ismert. Egykor kiterjedten csapdázták, majd a 19. század óta háziasították. Számos színváltozatát tenyésztik prémesállat farmokon.